# Ньютон (Массачусетс)
Нью́то (англ. Newton) — місто (англ. city) в США, в окрузі Міддлсекс штату Массачусетс, розташоване за 12 км від Бостона. Населення — 88 923 особи (2020).
Ньютон складається з тринадцяти приміських поселень, так званих «селищ»: Auburndale, Chestnut Hill, Newton Centre, Newton Corner, Newton Highlands, Newton Lower Falls, Newton Upper Falls (обидва над річкою Чарльз), Newtonville, Nonantum (часто званий The Lake), Oak Hill, Thompsonville, Waban i West Newton.

## Географія
Ньютон розташований за координатами 42°19′55″ пн. ш. 71°12′30″ зх. д. / 42.33194° пн. ш. 71.20833° зх. д. (42.331876, -71.208402). За даними Бюро перепису населення США в 2010 році місто мало площу 47,05 км², з яких 46,20 км² — суходіл та 0,85 км² — водойми.

### Клімат
| Клімат : Ньютон         | Клімат : Ньютон | Клімат : Ньютон | Клімат : Ньютон | Клімат : Ньютон | Клімат : Ньютон | Клімат : Ньютон | Клімат : Ньютон | Клімат : Ньютон | Клімат : Ньютон | Клімат : Ньютон | Клімат : Ньютон | Клімат : Ньютон | Клімат : Ньютон |
| Показник                | Січ.            | Лют.            | Бер.            | Квіт.           | Трав.           | Черв.           | Лип.            | Серп.           | Вер.            | Жовт.           | Лист.           | Груд.           | Рік             |
| Абсолютний максимум, °C | 20,0            | 20,0            | 31,7            | 34,4            | 33,9            | 37,2            | 37,8            | 38,3            | 37,2            | 31,1            | 27,2            | 23,3            | 38,3            |
| Середній максимум, °C   | 1,1             | 2,8             | 6,7             | 13,3            | 18,9            | 24,4            | 27,8            | 26,1            | 22,2            | 15,6            | 10,0            | 3,9             | 14,5            |
| Середній мінімум, °C    | −8,3            | −7,2            | −2,8            | 3,3             | 8,9             | 13,9            | 17,2            | 16,7            | 12,8            | 6,1             | 1,1             | −4,4            | 4,8             |
| Абсолютний мінімум, °C  | −25,6           | −29,4           | −20,6           | −14,4           | −2,8            | 2,2             | 6,7             | 3,9             | −2,2            | −6,7            | −15             | −28,3           | −29,4           |
| Норма опадів, мм        | 110             | 108             | 142             | 116             | 104             | 109             | 102             | 102             | 103             | 119             | 121             | 124             | 1360            |
| ----------------------- | --------------- | --------------- | --------------- | --------------- | --------------- | --------------- | --------------- | --------------- | --------------- | --------------- | --------------- | --------------- | --------------- |

## Демографія

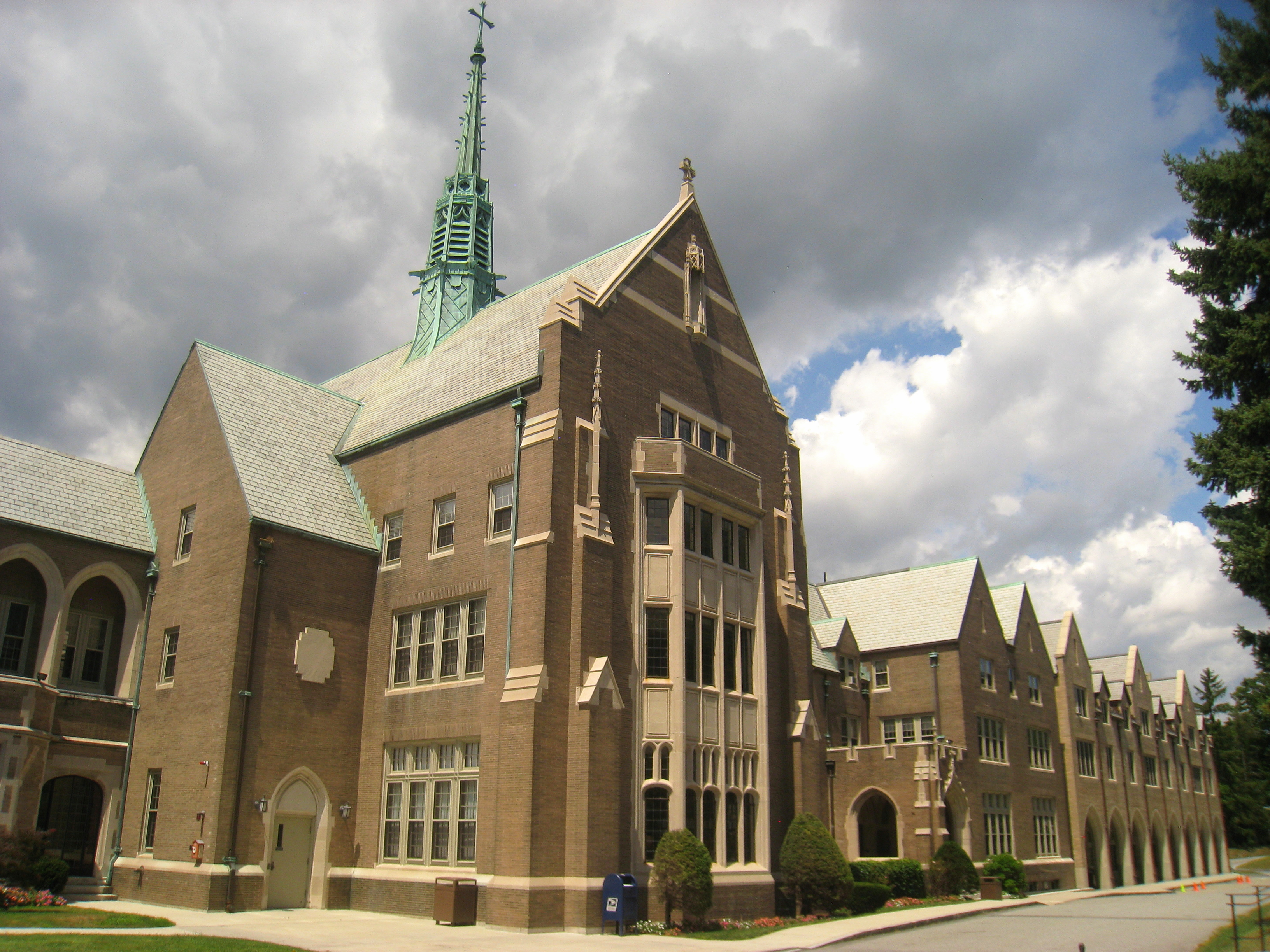

Згідно з переписом 2010 року, у місті мешкало 85 146 осіб у 31 168 домогосподарствах у складі 20 966 родин. Густота населення становила 1810 осіб/км². Було 32648 помешкань (694/км²).
Расовий склад населення:
| - 82,3 % — білих - 11,5 % — азіатів - 2,5 % — чорних або афроамериканців - 0,1 % — корінних американців - 1,2 % — осіб інших рас |

До двох чи більше рас належало 2,4 %. Частка іспаномовних становила 4,1 % від усіх жителів.
За віковим діапазоном населення розподілялося таким чином: 21,6 % — особи молодші 18 років, 63,2 % — особи у віці 18—64 років, 15,2 % — особи у віці 65 років та старші. Медіана віку мешканця становила 40,5 року. На 100 осіб жіночої статі у місті припадало 87,9 чоловіків; на 100 жінок у віці від 18 років та старших — 84,2 чоловіків також старших 18 років.
Середній дохід на одне домашнє господарство становив 179 915 доларів США (медіана — 122 080), а середній дохід на одну сім'ю — 216 544 долари (медіана — 161 101). Медіана доходів становила 104 499 доларів для чоловіків та 78 862 долари для жінок. За межею бідності перебувало 5,1 % осіб, у тому числі 5,5 % дітей у віці до 18 років та 5,8 % осіб у віці 65 років та старших.
Цивільне працевлаштоване населення становило 44 705 осіб. Основні галузі зайнятості: освіта, охорона здоров'я та соціальна допомога — 36,2 %, науковці, спеціалісти, менеджери — 19,3 %, фінанси, страхування та нерухомість — 9,7 %, роздрібна торгівля — 6,9 %.

## Відомі люди
- Джек Леммон ( 1925 — 2001) — американський актор.